# Якубув (Свідницький повіт)
Якубув (пол. Jakubów, нім. Jakobsdorf) — село в Польщі, у гміні Свідниця Свідницького повіту Нижньосілезького воєводства.
Населення — 105 осіб (2011).
У 1975-1998 роках село належало до Валбжиського воєводства.

## Демографія
Демографічна структура станом на 31 березня 2011 року:
|          | Загалом | Допрацездатний вік | Працездатний вік | Постпрацездатний вік |
| -------- | ------- | ------------------ | ---------------- | -------------------- |
| Чоловіки | 55      | 14                 | 36               | 5                    |
| Жінки    | 50      | 12                 | 28               | 10                   |
| Разом    | 105     | 26                 | 64               | 15                   |